# Granulom

Infektiöses Granulom der Hand eines Mitarbeiters in einer Tropenfischhandlung durch Mycobacterium marinum

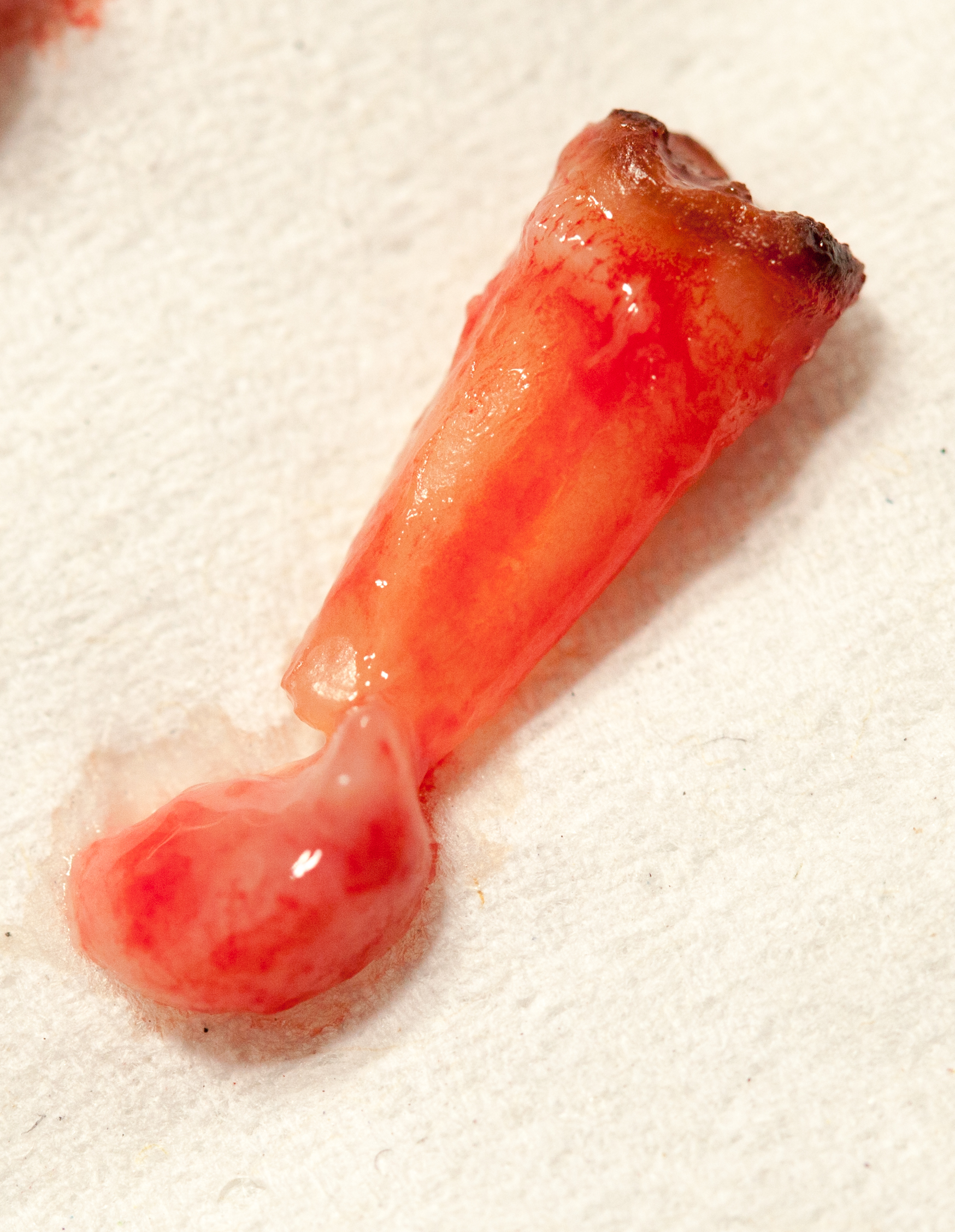
Odontogenes, radikuläres Granulom an einem frisch extrahierten Zahn

Ein Granulom (von lateinisch granulum ‚Körnchen‘) ist eine knötchenförmige Ansammlung der Fresszellen des Immunsystems (Makrophagen). Ein Granulom kann weitere Zellen enthalten: Epitheloidzellen und mehrkernige Riesenzellen sind Abkömmlinge der Makrophagen, begleitend können Lymphozyten, Granulozyten und Fibroblasten an der Granulombildung beteiligt sein. Manche Granulome entwickeln eine bindegewebige Kapsel (Fibrosierung), andere weisen in ihrem Zentrum Nekrosen auf.
Granulome entstehen dann, wenn die Makrophagen eine Noxe (z. B. Bakterium, Parasit oder Fremdkörper) nicht abbauen können, wodurch ein chronischer Entzündungsreiz entsteht. Der Zweck des Granuloms besteht darin, den körperfremden Eindringling zu verkapseln und so an einer weiteren Ausbreitung zu hindern. Außerdem können Erreger über eine lokale Konzentrierung lysosomaler Enzyme und bakterizider Stoffe effektiver bekämpft werden.
In der Diagnostik erlauben Größe und feingeweblicher Aufbau der Granulome Rückschlüsse auf den zugrundeliegenden Auslöser.

## Granulomzellen
In einem Granulom sind folgende Zellen zu finden:
- Makrophagen sind die Zellen, die von Anfang an das Granulom bilden und daher immer darin zu finden sind. Ihre Aufgabe als „Fresszellen“ liegt darin, Partikel, Bakterien und Zellschrott zu fressen (phagozytieren), abzubauen und Teile des Gefressenen anderen Immunzellen zu präsentieren, die gegebenenfalls eine größere Immunantwort einleiten.
- Epitheloidzellen können sich nach einigen Tagen aus den Makrophagen des Granuloms entwickeln. Sie sind untereinander fest verzahnt und erinnern an Epithelzellen. Es gibt zwei Typen von Epitheloidzellen: Die einen sind phagozytotisch hoch aktiv und töten Mikroben ab, die anderen phagozytieren nicht, sind dafür aber sekretorisch aktiv und könnten eine unterstützende Rolle für die Funktion des Granuloms spielen. Was der entscheidende Faktor für die Verwandlung normaler Makrophagen in Epitheloidzellen ist, ist unklar. Bei Fremdkörpergranulomen könnte es davon abhängen, wie lange der Fremdstoff schon im Körper ist, das heißt, Epitheloidzellen bilden sich, wenn das Makrophagengranulom zu lange zum Abbauen des Fremdkörpers oder -stoffes braucht. Allerdings scheinen verschiedene Fremdstoffe das Immunsystem unterschiedlich zu stimulieren, beispielsweise führen Eichen-Pollen nicht zur Bildung von Epitheloidzellen, Kiefern-Pollen aber schon. Infektiöse Granulome sind dagegen praktisch immer epitheloidzellig.
- Mehrkernige Riesenzellen sind sehr große Zellen mit mehreren Zellkernen, die ebenfalls von Makrophagen abstammen. Klassischerweise unterscheidet man Mehrkernige Riesenzellen mit hufeisenförmig angeordneten Kernen (Langhans-Zellen) von solchen mit ungeordnet liegenden Kernen. Die geordneten Langhans-Zellen treten bei Tuberkulosegranulomen auf, während ungeordnete Riesenzellen für Fremdkörpergranulome typisch sind. Dabei können die beiden Formen von Mehrkernigen Riesenzellen ineinander übergehen. Ihre Funktion ist nicht ganz klar. Es sieht so aus, dass ihre Fähigkeit, Fremdkörper zu fressen, stark vom entzündlichen Umfeld abhängt. So erklärt sich, dass sie in manchen Untersuchungen viel besser als normale Makrophagen phagozytieren können, während sie in anderen Untersuchungen deutlich schlechter waren. Lange ging man davon aus, dass Mehrkernige Riesenzellen ausschließlich durch die Verschmelzung von Makrophagen entstehen. Es gibt allerdings Anzeichen dafür, dass Mehrkernige Riesenzellen durchaus aus einzelnen Makrophagen entstehen können.

Neben den Fresszellen und ihren Abkömmlingen können eine Reihe weiterer Zellen an einem Granulom beteiligt sein, darunter Lymphozyten und Fibroblasten.

## Einteilung und Vorkommen
Granulome können nach verschiedenen Gesichtspunkten eingeteilt werden, zum Beispiel nach ihrer Ursache (infektiöse gegen nicht-infektiöse Granulome) oder ihrer Zellzusammensetzung. Im letzteren Fall ist die Unterscheidung von epitheloidzelligen Granulomen und histiozytären Granulomen gängig. Epitheloidzellige Granulome sind scharf begrenzte Knötchen mit dicht gedrängten Epitheloid-Zellen. Histiozytäre Granulome sind dagegen eher unscharf begrenzte Ansammlungen von Gewebsmakrophagen. Beide Gruppen werden weiter unterteilt.
Epitheloidzellige Granulome:
- Kleinherdige Epitheloidzellansammlungen („sarcoid-like-lesions“): sie finden sich in Lymphknoten, die im Abflussgebiet solider Tumoren liegen, bei verschiedenen Lymphomen und bei Toxoplasmose.[5]
- Sarkoidose-Typ: meist kleine Epitheloidzell-Ansammlung mit geordneten und ungeordneten Riesenzellen. Außen findet sich eine bindegewebige Kapsel, von der Ausläufer Richtung Zentrum wachsen können.[6] Zentrale Nekrosen sind selten.[7] Dieser Granulomtyp findet sich bei Sarkoidose, Morbus Crohn und Primärer biliärer Cholangitis sowie als Reaktion auf Beryllium (siehe Chronische Berylliose), Aluminium und organische Stäube.[8]
- Tuberkulose-Typ: Aussehen ähnlich wie Granulome vom Sarkoidose-Typ, Hauptunterschied ist eine zentrale „verkäsende“ Nekrose, deren Aussehen an Weichkäse erinnert. Um das Granulom herum liegt ein Wall aus Lymphozyten.[9] Granulome vom Tuberkulose-Typ entstehen vor allem durch Infektionen mit Bakterien, die in Zellen eindringen und sich dort vermehren (intrazelluläre Erreger). Dazu gehören Infektionen mit Mykobakterien (Tuberkulose, Lepra) und Syphilis.[10]
- Pseudotuberkulose-Typ: eher unscharf begrenzte Ansammlungen von Makrophagen und Epitheloidzellen. Im Zentrum finden sich abgestorbene (nekrotische) Granulozyten, dies wird als „zentraler Mikroabszess“ bezeichnet.[11] Auftreten bei Infektionen mit Yersinia pseudotuberculosis, Katzenkratzkrankheit, Lymphogranuloma venerum, Hasenpest, Pilzinfektionen, verschiedenen Parasiten.[12]

Histiozytäre Granulome:
- Rheumatoider Typ: bis zu 3 cm große Granulome aus Gewebsmakrophagen (Histiozyten). Sie enthalten eine zentrale Nekrose und sind außen von Bindegewebe umgeben.[13] Granulome vom rheumatoiden Typ treten als „Rheumaknoten“ bei Rheumatoider Arthritis auf, sowie beim Granuloma anulare im Rahmen eines Diabetes mellitus und bei verschiedenen Hauterkrankungen.[14]
- Rheumatischer Typ: bei Rheumatischem Fieber vor allem im Herzmuskel auftretende Granulome mit einer zentralen Nekrose (Aschoff-Knoten). Die beteiligten Makrophagen weisen einige Besonderheiten ihres Aussehens auf, weswegen sie als „Anitschkow-“ und „Aschoff-Zellen“ bezeichnet werden.[15]
- Fremdkörper-Typ: vor allem ungeordnete Riesenzellen, die sehr groß werden können. Dazwischen eingewanderte Makrophagen, darum herum Lymphozyten, Fibroblasten und einsprossende Kapillaren.[16] Sie bilden sich als Reaktion auf verschiedene Stoffe und Partikel, die körpereigen (Kristalle: Urat, Cholesterin. Andere: Hornlamellen, Schleim, Nekrotisches Fettgewebe) und körperfremd (Nahtfäden, Holzsplitter, Dornen, Stein- und Metallstäube, Endoprothesenabrieb, Silikonöl aus Brustimplantaten) sein können.[17]